# رادوشتسه (استان پودکارپاتسکیه)
رادوشتسه (به لهستانی:  Radoszyce) یک روستا در لهستان است که در گمینا کومانگچا واقع شده‌است. رادوشتسه ۲۵٫۶ کیلومتر مربع مساحت و ۱۵۰ نفر جمعیت دارد و ۵۷۰ متر بالاتر از سطح دریا واقع شده‌است.